# Dahlemer See
Der Dahlemer See befindet sich im nördlichen Niedersachsen im Landkreis Cuxhaven.
Er ist ein Niedermoorsee mit einer Größe von etwa 110 Hektar.
Der Dahlemer See steht in Verbindung zum Halemer und Flögelner See und steht ebenfalls unter Naturschutz. Das sehr flache Nordwestufer tendiert zur Verlandung. An der Ostseite des Sees dagegen bildet sich durch Wellenschlag ein teils bizarres Steilufer im Hochmoor. Der See „wandert“ gewissermaßen unaufhörlich in ostwärtiger Richtung. Im Laufe von 200 Jahren sind mehrere Hektar Land verlorengegangen.
An ihm gibt es eine Aussichtsplattform und einen etwa zehn Meter hohen Aussichtsturm. Von diesen lässt sich die Tier- und Pflanzenwelt beobachten.

## Flora und Fauna
In dem etwa zwei Meter tiefen Moorsee gibt es unterschiedlichste Fischarten wie die Rotaugen, Rotfedern, Brassen, Barsche, Karpfen, Hechte und Zander.
In den weitläufigen Schilfrändern leben die unterschiedlichsten Wasservögel und Tiere; vereinzelt ist auch der Eisvogel zu beobachten.